# Carlo Gentile
Carlo Armando Gentile (* 11. März 1960 in Imperia) ist ein italienischer Neuzeithistoriker. Er beschäftigt sich insbesondere mit der deutsch-italienischen Kriegsvergangenheit zwischen 1943 und 1945.

## Wissenschaftliche Laufbahn
Gentile hat Mittlere und Neuere Geschichte, Judaistik und Historische Hilfswissenschaften an der Universität zu Köln studiert und dort 1994 den Magister artium erlangt. Seine Magisterarbeit befasste sich mit der deutschen Repressionspolitik im besetzten Italien von 1943 bis 1945. Von 1995 bis 1998 war er als wissenschaftliche Hilfskraft am Martin-Buber-Institut für Judaistik in Köln tätig und Redakteur des Nachschlagewerkes Begegnungen mit jüdischer Kultur in Nordrhein-Westfalen. Zugleich arbeitete er von 1995 bis 1996 an einem Projekt über die italienische Widerstandsbewegung Resistenza mit.
Gentile ist seit 1998 historischer Sachverständiger und Gutachter bei Strafverfahren wegen NS-Kriegsverbrechen vor Gerichten in Deutschland, Italien und Kanada. Als solcher war er für verschiedene Staatsanwaltschaften unter anderem in den Strafprozessen gegen die ehemaligen Gestapo-Offiziere Theo Saevecke bezüglich der Ereignisse am Piazzale Loreto in Mailand im August 1944 sowie im Prozess gegen Friedrich Engel im Fall des Massakers am Turchino-Pass tätig.
Von 2000 bis 2004 arbeitete er an wissenschaftlichen Projekten der Universität Pisa und des Deutschen Historischen Instituts in Rom mit. Von der italienischen Regierung wurde er beauftragt, Recherchen über den Verbleib der 1943 von deutschen Besatzungstruppen geraubten Bibliothek der jüdischen Gemeinde in Rom durchzuführen. Seit 2005 ist er wissenschaftlicher Mitarbeiter am  Martin-Buber-Institut für Judaistik mit Lehrbereich Schwerpunkt Geschichte der Shoah und Geschichte des modernen Israel. 2008 promovierte er zum Doktor der Philosophie an der Universität zu Köln. Seit 2009 ist er zudem Mitglied der Deutsch-Italienischen Historikerkommission, die sich mit der deutsch-italienischen Kriegsvergangenheit beschäftigt. Für das Istituto Nazionale Ferruccio Parri in Mailand arbeitete er an der Erstellung einer Datenbank mit, die von der Deutschen Bundesregierung mitfinanziert wurde und sämtliche in Italien zwischen Juli 1943 und Mai 1945 begangenen NS-Kriegsverbrechen und die der verbündeten italienischen Faschisten auflistet, bei denen mindestens ein Todesopfer zu beklagen war. Im Jahr 2016 wurde sie online veröffentlicht. Von 2019 an arbeitete Gentile an dem vom Auswärtigen Amt finanzierten und von der Universität Köln unterstützten Internetprojekt über NS-Täter in Italien in der Zeit zwischen 1943 und 1945. Das Projekt wurde im Mai 2023 der Öffentlichkeit vorgestellt.
Seine Dissertation wurde 2012 unter dem Titel Wehrmacht und Waffen-SS im Partisanenkrieg. Italien 1943–1945 veröffentlicht und gilt aufgrund der detaillierten Darstellung als grundlegendes Werk über deutsche Kriegsverbrechen in Italien.

## Veröffentlichungen (Auswahl)
- als Herausgeber mit Lutz Klinkhammer und Steffen Prauser: I nazisti. I rapporti tra Italia e Germania nelle fotografie dell’Istituto Luce. Editori riuniti, Rom 2003.
- als Herausgeber: Le stragi nazifasciste in Toscana 1943–45. Carocci, Rom 2005.
- als Herausgeber: La Wehrmacht in Toscana. Immagini di un esercito di occupazione (1943–44). Carocci, Rom 2006.
- Wehrmacht und Waffen-SS im Partisanenkrieg. Italien 1943–1945 (= Krieg in der Geschichte. Band 65). Schöningh, Paderborn 2012, ISBN 978-3-506-76520-8; doi:10.30965/9783657765201 (Zugleich: Überarbeitete Fassung der Dissertation an der Universität zu Köln 2008).

## Ehrungen
- Bundesverdienstkreuz am Band (2022)[7]